# Бостон, Брюс
Брюс Бостон (Bruce Boston, родился в 1943 году) — американский писатель и поэт, пишущий в жанре «спекулятивной фантастики». Родился в Чикаго, рос в Южной Калифорнии, а в настоящее время живёт во Флориде. Женат на художнице и писательнице Мэрдж Саймон.
Брюса Бостона считают одним из лучших поэтов научной фантастики, фэнтэзи и ужасов. Он получил Премию Рислинга за спекулятивную поэзию рекордное число раз — семь: за лучшую длинную поэму в 1989 и 1990 году, а также за лучшую короткую поэму в 1985, 1988, 1994, 1996 и 2001 годах. Он также получил Премию читателей Азимова за поэзию также рекордное число раз — пять: в 1990, 1994, 1997, 2003, и 2005 годах. А также Премию Пушкарт за фантастику в 1976 году, Премию Брэма Стокера за поэтический сборник Pitchblende в 2004 году и первую премию Grand Master от Ассоциации Поэзии Научной Фантастики (Science Fiction Poetry Association) в 1999 году. Его совместная поэма с Робертом Фразье Return to Mutant Rain Forest («Возвращение в джунгли мутантов») в 2006 году получила первое место в онлайн голосовании Locus Online Poetry Poll как самая лучшая поэма научной фантастики, фэнтэзи или ужасов.

## Список книг
- Jackbird (Птичка). BPW&P, 1976
- She Comes When You’re Leaving (Она приходит, когда ты уходишь). BPW&P, 1982
- All the Clock Are Melting (Время тает). Velocities, 1984
- Alchemical Texts (Алхимические тексты). Ocean View, 1985
- Nuclear Futures (Ядерные будущие). Velocities, 1987
- Time (Время). Titan, 1988
- Skin Trades (Кожаная торговля), Chris Drumm Books, 1988
- The Nightmare Collector (Собиратель кошмаров). 2AM Publications, 1989
- Faces of the Beast (Лица зверя). Starmont House, 1990
- After Magic (После магии). Eotu, 1990, Dark Regions, 1999
- Hypertales & Metafictions (Гиперсказки и метафантастика). Chris Drumm, 1990
- Houses (Дома). Talisman, 1991
- Short Circuits (Короткие замыкания). Ocean View, 1991
- Cybertexts (Кибертексты). Talisman, 1991
- Chronicles of the Mutant Rain Forest (Хроники джунглей мутантов) (с Робертом Фразье). Horror’s Head Press, 1992
- Accursed Wives (Проклятые жёны). Night Visions, 1993
- Specula: Selected Uncollected Poems, 1968—1993 (Specula: выбранные невыбранные поэмы, 1968—1993). Talisman, 1993
- Night Eyes (Ночные глаза). Chris Drumm, 1993
- Stained Glass Rain (Дождь цветного стекла). Ocean View, 1993, Wildside, 2003
- Sensuous Debris: Selected Poems, 1970—1995 (Чувственные осколки: выбранные поэмы, 1970—1995). Dark Regions, 1995
- Conditions of Sentient Life (Условия разумной жизни). Gothic Press, 1996
- Cold Tomorrows (Холодные завтра). Gothic Press, 1998
- Dark Tales & Light (Тёмные сказки и светлые). Dark Regions, 1999
- The Complete Accursed Wives (Полностью проклятые жёны). Talisman/Dark Regions, 2000
- Pavane for a Cyber-Princess (Павана для кибер-принцессы). Miniature Sun, 2001
- White Space (Белое пространство). Dark Regions, 2001
- Quanta: Award Winning Poems (Quanta: поэмы, которые получили премии). Miniature Sun, 2001
- Masque of Dreams (Маскарад снов). Wildside, 2001
- Night Smoke (Ночное курение) (с Мэрдж Саймон), Miniature Sun & Quixsilver, 2002
- She Was There for Him the Last Time (Она была там для него в последний раз). Miniature Sun, 2002
- Head Full of Strange (Голова с странностями). CyberPulp, 2003
- Pitchblende (Уранит). Dark Regions, 2003
- Bruce Boston: Short Stories, Volume 1 (Брюс Бостон: короткие истории, том 1). Fictionwise, 2003
- Bruce Boston: Short Stories, Volume 2 (Брюс Бостон: короткие истории, том 2). Fictionwise, 2003
- Etiquette with Your Robot Wife (Этикет с Вашей женой-роботом). Talisman, 2005
- Flashing the Dark (Искрение в темноте). Sam’s Dot Publishing, 2006
- Shades Fantastic (Затеняет фантастику). Gromagon Press, 2006
- The Nightmare Collection (Коллекция кошмаров). Doorways, forthcoming
- The Guardener’s Tale (Сказка охранника). Sam’s Dot Publishing, forthcoming